# The Ballad of Frankie Lee and Judas Priest
The Ballad of Frankie Lee and Judas Priest – piosenka skomponowana przez Boba Dylana, nagrana przez niego w październiku i wydana na albumie John Wesley Harding w grudniu 1967 r.

## Historia i charakter utworu
"The Ballad of Frankie Lee and Judas Priest" jest filozoficzną powiastką, z gatunku, które w krajach anglosaskich noszą nazwę "shaggy-dog stories". Były to opowieści, zazwyczaj dość długie, z absurdalnymi, nierzeczywistymi i nieracjonalnymi zachowaniami bohaterów prowadzącymi do dziwacznego i często w ogóle niezwiązanego z akcją zakończenia.
Piosenka ta jest jednym z trzech najważniejszych utworów albumu, które ustalają jego ton. Dwoma pozostałymi są "I Dreamed I Saw St. Augustine" i "Drifter’s Escape".
Tematem ballady jest pożądanie i ci, którzy mu się poddają. Ta najdłuższa piosenka na albumie jest równocześnie ostrzeżeniem przed całkowitym zaufaniem innym osobom. Bohaterami tej tragifarsy są dwie postacie, których role są zarazem humorystyczne jak i tragiczne. Jednak pod tym wszystkim znajduje się smutna historia zdrady i oszustwa. Niektóre interpretacje piosenki ukazywały ją jako zakamuflowany atak na byłego menedżera Dylana – Alberta Grossmana – z którym artysta zerwie współpracę w 1969 r.
Bohaterowie utworu różnią się; Frankie Lee jest prostym i bezpośrednim człowiekiem, podczas gdy Judas Priest jest po prostu oszustem. Cała ta "dramatyczna" podstawa utworu jest nawiązaniem do kuszenia Jezusa przez Szatana; jednak w tej balladzie Szatan odnosi sukces. Sam Dylan wydaje się utożsamiać z Frankiem, który ostatecznie uległ cielesnemu pożądaniu. Nigdy niematerialistyczny Dylan rzadko wyrażał publicznie takie wręcz archetypiczne słabości czy nawet przyzwyczajenia gwiazd rocka.
Andy Gill w swojej książce Don't Think Twice, It's All Right z 1998 r. uważa, iż ballada ta jest zarówno echem ostatnich kontraktowych negocjacji Dylana jak i tych z wcześniejszego etapu kariery. Mówić o tym może scena ponaglania Frankiego przez Judasa do pochopnej decyzji "zanim [dolary] znikną". Marchewką na kiju, która ma ostatecznie przekonać go do poddania się, jest burdel. Frankiemu wydaje się on "Rajem", gdy tak naprawdę jest to "Wieczność" – cena śmiertelnej duszy Frankiego. Po 16 dniach/nocach hedonistycznego korzystania z zasobów tego domu, Frankie umiera w ramionach Judasa-Szatana.
Ballada kończy się kolejnym aforyzmem Dylana – "Nie bierzcie pomyłkowo Raju/za ten dom na drogi skraju".
Jednak prawdziwym zakończeniem piosenki są słowa Nic nie zostało ujawnione.

## Koncerty Dylana, na których wykonywał tę piosenkę
Dylan bardzo rzadko wykonywał tę balladę.
- Koncerty z Grateful Dead w 1987 r.
- Tournée z Tom Petty and the Heartbreakers w 1988 r.
- Tournée w roku 2000

## Wersje innych artystów
- Jerry Garcia/David Grisman – Been All Around This World (2004)
- Martyna Jakubowicz – Tylko Dylan (2005) (jako "Jot jak Judasz")